# James Stubblefield
Sir Cyril James Stubblefield, FRS, auch C. J. Stubblefield zitiert, (* 6. September 1901 in Cambridge; † 23. Oktober 1999 in London) war ein britischer Geologe und Paläontologe.

## Leben
Stubblefield studierte am Chelsea Polytechnic und Royal College of Science und machte 1923 seinen Bachelor-Abschluss als Geologe am Imperial College in London. Er war fünf Jahre Demonstrator (Dozent) für Geologie am Imperial College und wurde 1925 mit einer Arbeit über Fossilien des Paläozoikum von Shropshire promoviert. In dieser Zeit arbeitete er auch mit Oliver Bulman zusammen, mit dem er studierte und mit dem er befreundet war. Ab 1928 war er beim Geological Survey of Great Britain, angesiedelt am Geological Museum in London (damals Museum of Practical Geology), in der Abteilung Paläontologie. 1947 wurde er leitender Paläontologe (bis 1953), 1953 Assistant Director und 1960 Direktor des Museums. 1966 ging  er in den Ruhestand.
Unter seiner Ägide als Museumsdirektor ging der Geological Survey of Great Britain mit dem Overseas Geological Survey und dem Museum of Practical Geology im Institute of Geological Sciences auf (das seit 1984 British Geological Survey heißt).
Stubblefield beschäftigte sich besonders mit Trilobiten, wobei er 1926 entdeckte, wie Trilobiten wachsen (Ontogenese), durch Bildung neuer Thorax-Segmente vom Pygidium her. In Arbeiten aus den 1930er Jahren untersuchte er die Klassifikation (Taxonomie) (1936) und Paläogeographie (1939) von Trilobiten. Eine Trilobitengattung (Stubblefeldia) und mehrere Arten sind nach ihm benannt. Trilobiten und ihre Evolution waren auch Gegenstand seiner Presidential Adress 1959 der Geological Society.
Er befürwortete den Bau eines Kanaltunnels und war in dessen französisch-britischer Aufsichtskommission.
1929 zeigte er die Existenz zweier Geschlechter (das heißt zweier unterscheidbare Typen in jeder Kolonie) in Graptolithen-Kolonien. Seine Arbeiten über die Stratigraphie und Paläontologie kohleführender Schichten im Karbon Großbritanniens erwies sich als nützlich bei der Suche nach neuen Kohlevorkommen.
1958 bis 1960 war er Präsident der Geological Society of London und 1960 bis 1966 leitete er den Geological Survey of Great Britain. Er war seit 1944 Fellow der Royal Society. 1951 erhielt er die Murchison Medal und 1945 die Bigsby Medal der Geological Society. 1942 erhielt er einen Ehrendoktor (D. Sc.) der Universität London. 1965 wurde er als Knight Bachelor geadelt.
1967 war er Präsident des 6. International Congress of Carboniferous Geology and Stratigraphy. 1966 bis 1971 war er Präsident der Palaeontographical Society. Lange Jahre gab er den Trilobiten-Abschnitt des Zoological Record heraus und er trug 1959 zum Trilobiten-Band des ersten Treatise on Invertebrate Paleontology bei (herausgegeben von Raymond C. Moore).
Er war seit 1932 mit Muriel Yakchee verheiratet und hatte zwei Söhne.

## Schriften
- mit John William Evans (Herausgeber) Handbook of the Geology of Great Britain, London, T. Murby 1929 (und spätere Auflagen)
- Trilobita, Zoological Society of London 1981